# De kimono van Yamamatsu
De kimono van Yamamatsu is het 215de stripverhaal van Jommeke. De reeks wordt getekend door striptekenaar Jef Nys en de scenarist is Jan Ruysbergh.

## Verhaal
De kookclub van Zonnedorp, waarvan ook Gravin van Stiepelteen deel uitmaakt, keert terug uit Japan. Als souvenir heeft de gravin een kimono gekocht. Bijzonder wordt het als een paar dagen later de gravin bezoek krijgt van de Japanse keizer Takamatsu van Takayama. Nu komt aan het licht dat die kimono geen gewone is maar een zeer speciale. De kimono verheft haar namelijk tot toekomstige keizerin van Japan. De Japanse keizer wil daarom met haar trouwen. Uiteraard willen de gravin en Odilon dat niet. Maar de keizer wil absoluut trouwen en laat haar ontvoeren. Na wat speurwerk vinden Jommeke en zijn vrienden de gravin terug en bevrijden haar. En gelukkig geraakt de keizer dan toch getrouwd met een echte Japanse. Tot slot besluiten Odilon en de gravin om nog eens een huwelijksreis naar Japan te maken. Alles loopt nog goed af en iedereen is weer tevreden...

## Achtergronden bij de uitgaven
- Vanaf dit stripalbum verscheen tot en met album 216 elk stripalbum onder uitgeverij De Stripuitgeverij / Dupuis.